# Inge Enzmann
Inge Grete Enzmann (* 1944) ist eine deutsche Bogenschützin und Sportfunktionärin.

## Werdegang
Die Drogistin und ehemalige Handballspielerin sitzt seit den 1980er Jahren nach Rückenoperationen im Rollstuhl. Enzmann begann 1986 mit dem Bogenschießen und gewann 1988 bei den Paralympischen Spielen in Seoul die Silbermedaille im Mannschaftswettbewerb.
Von 1990 bis 2008 war sie Behindertenvertreterin im Sportbeirat der Stadt Erlangen und ist seither Stellvertreterin für den Bereich Frauensport. Von 1989 bis 2007 war sie im Sportverband Erlangen für Behindertensport zuständig und ist seit 1997 zweite Vorsitzende. Maßgeblich trieb sie die Gründung des Bogensport-Vereins Erlangen voran.
Seit Anfang der 1990er Jahre ist sie Übungsleiterin beim Behinderten- und Rehabilitations-Sportverband Bayern (BVS) und war von 1990 bis 2003 Landesfachwartin im Bogensport sowie viele Jahre lang Landeslehrwartin und Vorsitzende des Lehrausschusses. Daneben gehört sie den Fachausschüssen Leistungssport beim BVS sowie beim Deutschen Behindertensportverband (DBS) an.

## Ehrungen
- 2013: Verdienstkreuz am Bande der Bundesrepublik Deutschland